# قاضي كند
قاضي كند هي قرية في مقاطعة ميانة، إيران. عدد سكان هذه القرية هو 138 في سنة 2006.